# نوشتن با دوربین
نوشتن با دوربین: رودررو با ابراهیم گلستان؛ گفتگوی مفصل پرویز جاهد با ابراهیم گلستان نویسنده، عکاس، فیلمساز و روشنفکر برجسته ایرانی است. این گفتگوها را جاهد ظرف ۱۸ ماه و برای پروژهٔ دکترایش در دانشگاه وست‌مینستر لندن انجام داده بود.
واکنش‌ها به نظرات گلستان و لحن او در این کتاب چنان گسترده بود که مجلهٔ نگاه نو یک شماره‌اش را به جوابیهٔ دیگران به این کتاب اختصاص داد. فیلم یک بوس کوچولو از بهمن فرمان‌آرا که کمی پس از انتشار این کتاب منتشر شد نیز پاسخی صریح به این کتاب دانسته می‌شود.

## محتوا
این کتاب، حاصل مصاحبه‌هایی است که پرویز جاهد با ابراهیم گلستان در چهار نوبت در فاصله ژوئن 2002 تا دسامبر 2003 انجام داده است. جاهد این گفتگوها را برای پروژهٔ دکترایش (با عنوان «تاریخ تحلیلی ریشه‌های موج نو در سینمای ایران») انجام داده‌است. در این کتاب از گلستان به عنوان فیلمسازی تاثیرگذار در پی‌ریزی سینمای مستند ایران و نیز جریان موج نوی سینمای ایران یادشده و موقعیتش با فیلمسازان مستقلی چون کن لوچ در سینمای انگلستان، جان کاساوتیس در سینمای ایالات متحده و ژان روش در سینمای فرانسه مقایسه شده‌است. گلستان در این گفتگوها با کلامی نافذ و گاهی گزنده، به نقد سینمای ایران پرداخته‌است.
کتاب دو مقدمه نیز دارد که در مقدمهٔ اول جاهد چگونگی گفتگو با گلستان را شرح داده و در مقدم دوم به معرفی گلستان و بررسی و تحلیل آثار او به ویژه فیلم «خشت و آینه» پرداخته‌است. در این مقدمه‌ها، جاهد شرح داده که می‌دانسته گفتگو با گلستان سخت خواهد بود و حتی برخی سعی داشتند او را از انجام این گفتگوها منصرف کنند.

## انتشار
ابتدا قرار بود نشر مرکز این کتاب را منتشر کند اما نشر مرکز ایرادهایی به حرف‌های گلستان و دیدگاه های او درباره چهره های معروف فرهنگی و سیاسی گرفت و از جاهد خواست که آنها را اصلاح کند اما گلستان زیر بار تغییرات اصلاحی مورد نظر نشر مرکز نرفت و از جاهد خواست که کتاب را از این نشر گرفته و به انتشارات اختران بسپارد. نشر اختران نیز مطابق نظر گلستان عمل کرد و این کتاب بدون تغییر دیدگاه های گلستان در سال 1384 منتشر شد. انتشارِ کتاب واکنش‌های فراوانی برانگیخت. بعضی از گفته‌ها پیرامون کتاب در چاپ‌های بعدی بدان پیوست شد.

## در چشم دیگران
احمدرضا احمدی کتاب را ستوده؛ ولی در عین حال به پرویز جاهد ایراد هم گرفته که از چند موضوع در پرسش‌های غافل مانده، از جمله مصاحبه‌های رادیویی گلستان پیش از انقلابِ ۱۳۵۷ و عکّاسی چشم‌انداز و پرتره‌ایش. در جایی دیگر، احمدی از گلستان به عنوان فردی صادق یادکرده که ریاکار نبود و این کتاب را نیز مصداقی از همین روراستی وی دانسته‌است. محمّدعلی موحّد بازاندیشی‌طلبی گلستان در این مصاحبهٔ بلند را ستوده‌است. آیدین آغداشلو نیز بی‌پردگی گفته‌های گلستان در این کتاب را ستود.
شهرام میریان در گزارشی برای رادیو فردا، گفتگوی گلستان و جاهد را «بلندبالا اما جاندار و پرتحرک» توصیف کرده‌است که با زبانی برنده و گاه گزنده و نیشدار به نقد جریان روشنفکری و ادبی دهه‌های ۱۳۳۰ و ۱۳۴۰ ایران پرداخته‌است. جاهد هم در گفتگو با میریان می‌گوید که این کتاب شوکی در فضای فرهنگ ایران ایجاد کرد و به همین خاطر مورد توجه قرار گرفت. بهروز تورانی، فیلم‌شناس هم در مطلبی برای بی‌بی‌سی فارسی، نوشته که جاهد در ارائهٔ تصویر ابراهیم گلستان به عنوان نویسنده و فیلمساز، موفق بوده‌است. وی این کتاب و نظرات گلستان را روایتگر دیدگاهی متفاوت از تاریخ سینمای ایران می‌داند که با روایت رسمی متفاوت است و برای خواننده‌ای که تنها با روایت رسمی آشناست می‌تواند «تکان‌دهنده» باشد. پرویز حمزوی در مطلبی برای دویچه وله فارسی می‌نویسد که این کتاب و نظرات گلستان «از روی فضای مه آلود روشنفکری ایران آن روزگار پرده برداشته‌است».
محمد زاهدی معتقد است که کتاب منعکس‌کنندهٔ احترام فوق‌العاده‌ای است که پرویز جاهد برای ابراهیم گلستان قائل بوده‌است. وی به کتاب بابت وجود غلط‌های املایی و چاپی نقد وارد کرده‌است و گفته که جاهد در توصیف جنبه‌های منفی شخصیت گلستان ضعیف عمل کرده‌است چنان‌که «کوچک‌ترین اشاره‌ای به فحاشی و هتاکی وی نمی‌کند و تنها از بداخلاقی و کم‌حوصلگی و سخن می‌گوید». وی همچنین به لحن تحقیرآمیزی که گلستان برای توصیف بزرگان ادب و هنر ایران (همچون احمد شاملو و پرویز ناتل خانلری) به کار برده انتقاد وارد می‌کند و آن را تلاشی برای «مورد توجه قرار دادن خود [از طریق] تحقیر کردن دیگران و آثار هنری‌شان» توصیف می‌کند. امینی و ستوده نیز گلستان را به خاطر «سعی در به رخ کشیدن تجربه و دانش خود» نکوهش کرده‌اند. زاهدی همچنین تعبیری که گلستان در این کتاب برای توصیف درد زایمان زنان به کار برده (و آن را به درد دفع مدفوع در زمان یبوست تشبیه کرده و از لفظ «ریدن» استفاده کرده) را به شدت نکوهش می‌کند. احمد طالبی‌نژاد هم به لحن گلستان نقد جدی وارد کرده، این اثر را یک «کتاب توهین‌آمیز» نامیده و از این که وزارت فرهنگ و ارشاد اسلامی به این کتاب مجوز نشر داده اظهار تعجب کرده‌ و نوشته است: «نمی‌دانم آقای گلستان می‌دانسته‌ که قرار است این حرف‌ها به صورت کتاب منتشر شود؟.»
مجلهٔ نگاه نو، در آبان 1384شماره ویژه ای را به کتاب «نوشتن با دوربین» اختصاص داد که با مصاحبه ای مفصل با پرویز جاهد درباره هدفش از انجام این گفتگو و بازتاب انتشار آن در ایران همراه بود. همچنین نوشته هایی از چهره های ادبی و هنری سرشناسی چون محمدعلی موحد، داریوش شایگان، فرخ غفاری، پرویز دوایی، احمدرضا احمدی، لیلی گلستان، سیروس علی‌نژاد، آیدین آغداشلو و ... در این ویژه‌نامه درباره گلستان و انتشار این کتاب منتشر شد. بعدتر علی میرزایی کتابی با عنوان فرهنگ، مردمسالاری، توسعه را در سال ۱۳۸۸ منتشر کرد که مجموعه‌ای از گفتگوها و میزگردهای مختلف بود؛ یکی از آن‌ها با عنوان «دوباره نگاه کن» گفتگویی بود با پرویز جاهد راجع به کتاب نوشتن با دوربین که در همان ویژه نامه نگاه نو آمده بود.
بهمن فرمان‌آرا در همان سال انتشار کتاب، فیلمی به نام یک بوس کوچولو ساخت و منتشر کرد که به عقیدهٔ منتقدان، پاسخی شدید به این کتاب بود. در این فیلم شخصیتی به نام «محمدرضا سعدی» وجود دارد که در اسم و رفتار، کنایه‌ای است به گلستان (اشاره به گلستان سعدی). منتقدان این فیلم را «انتقامی از طرف همهٔ تحقیرشدگان این کتاب» نامیدند.

## به زبان‌های دیگر
نسخه عربی کتاب «نوشتن با دوربین» با عنوانِ الکتابة بالکامیرا با ترجمه احمد حیدری از سوی انتشارات الرافدین در بیروت در سپتامبر سال 2017  منتشر شد.